# Igor Žofčák
Igor Žofčák (ur. 10 kwietnia 1983 w Michalovcach) – słowacki piłkarz, grający w MFK Zemplín Michalovce. Występuje na pozycji pomocnika.